# Service Component Architecture
Service Component Architecture（サービスコンポーネントアーキテクチャ、SCA）とはサービス指向アーキテクチャにおけるアプリケーション実装に必要な機能を規定した仕様である。

## 概要
SOAの実装には明確な仕様規定が存在しておらず、SCAはその規定のひとつとして策定されたものである。少なくともIBM版とオープン版がある。オープン版は2007年3月21日、OASISに仕様案が提出される予定。
SOA同様、プログラミング言語や実行環境に依存しないことが特徴である。